# Don McLean
Don McLean (New Rochelle, Westchester megye, 1945. október 2. –) amerikai énekes, gitáros, dalszerző. Az American Pie című 1971-es dalával lett világszerte ismert.

## Diszkográfia
- Tapestry (1970)
- American Pie (1971)
- Don McLean (1972)
- Playin' Favorites (1973)
- Homeless Brother (1974)
- Solo (1976)
- Prime Time (1977)
- Chain Lightning (1978)
- Believers (1981)
- Dominion (1982)
- For The Memories I & II (1986)
- Love Tracks (1987)
- Headroom (1990)
- Favourites and Rarities (1993)
- River of Love (1995)
- Don McLean Sings Marty Robbins (2001)
- Starry Starry Night (2001)
- You've Got To Share (2003) ("The Kid's Album")
- The Western Album (2003)
- Rearview Mirror: An American Musical Journey (2005)
- Addicted to Black (2009)
- Botanical Gardens (2018)

## További információ
- Hivatalos oldal
- Don McLean a Facebookon
- Don McLean az Internet Movie Database-ben (angolul)
- Don McLean a Rotten Tomatoeson (angolul)

## Kapcsolódó szócikk
- A nap, amikor meghalt a zene